# Linpus
Linpus è una distribuzione derivata da Fedora e sviluppata dalla società Linpus Technologies con sede a Taipei, Taiwan.

## Caratteristiche
Inizialmente è progettata per gli utenti asiatici, essa infatti prevede il supporto Unicode di lingua cinese e giapponese, successivamente è stata sviluppata anche una versione localizzata in lingua inglese.
Più tardi è stata lanciata una versione lite, distribuita tra l'altro sul netbook Acer Aspire One, con due interfacce, una basata sul desktop Xfce e una predefinita dove sono già disponibili sotto forma di grandi icone le diverse applicazioni che Linpus offre.